# هيلين كيليسي
هيلين كيليسي (بالإنجليزية: Helen Kelesi)‏ مواليد 15 نوفمبر 1969 في فكتوريا، هي لاعبة كرة مضرب كندية سابقة بدأت مسيرتها كمحترفة سنة 1985 وكانت تلعب باليد اليمنى. أعلى تصنيف لها في الفردي كان المركز الـ 13 في سنة 1989. سبق أن شاركت في دورة الألعاب الأولمبية الصيفية.

## الخط الزمني للفردي
مفتاح
| ف | ن | ن.ن | ر.ن | د# | د.م | ل | أ.أ | ت | غ | ب | ف | ذ | م.خ | ل.ت |

(ف) فاز بالبطولة (ن) وصل النهائي (ن.ن) نصف النهائي (ر.ن) ربع النهائي (د#) الأدوار الأربعة الأولى (د.م) دور المجموعات (ل) شارك في كأس ديفيز (أ.أ) خرج من الأدوار الاولى (ت) خسر التصفيات التأهيلية (غ) غاب عن الحدث أو البطولة (ب) حصل على ميدالية برونزية (ف) حصل على ميدالية فضية (ذ) حصل على ميدالية ذهبية (م.خ) بطولة الماسترز خُفضت إلى مرتبة أقل (ل.ت) البطولة لم تعقد في السنة المعينة.
لتجنب الارتباك وازدواجية الحساب، يتم تحديث هذه المعلومات إما في نهاية البطولة، أو عندما تكون مشاركة اللاعب في البطولة قد انتهت.
| الدورة                        | 1985  | 1986  | 1987  | 1988  | 1989  | 1990  | 1991  | 1992  | 1993  | 1994  | 1995  | 1996  | 1997  | إجمالي ف/م |
| ----------------------------- | ----- | ----- | ----- | ----- | ----- | ----- | ----- | ----- | ----- | ----- | ----- | ----- | ----- | ---------- |
| بطولة أستراليا المفتوحة للتنس | غ     | ل.ت   | د2    | غ     | غ     | د3    | غ     | د1    | غ     | د2    | غ     | غ     | غ     | 0 / 4      |
| دورة رولان غاروس الدولية      | د1    | د1    | د4    | ر.ن   | ر.ن   | د2    | د3    | غ     | د1    | د1    | غ     | غ     | غ     | 0 / 9      |
| ويمبلدون                      | د1    | د2    | د1    | د1    | د1    | د1    | د1    | غ     | د3    | د1    | غ     | غ     | غ     | 0 / 9      |
| أمريكا المفتوحة               | د1    | د3    | د3    | د2    | د1    | د2    | د2    | د1    | د1    | د1    | غ     | غ     | غ     | 0 / 10     |
| م.ف                           | 0 / 3 | 0 / 3 | 0 / 4 | 0 / 3 | 0 / 3 | 0 / 4 | 0 / 3 | 0 / 2 | 0 / 3 | 0 / 4 | 0 / 0 | 0 / 0 | 0 / 0 | 0 / 32     |
| تصنيف نهاية العام             | 48    | 39    | 32    | 19    | 13    | 25    | 29    | 128   | 49    | 124   | ب.ت   | ب.ت   | 763   |            |

- إجمالي ف / م = إجمالي الفوز والمشاركة

## روابط خارجية
- هيلين كيليسي على موقع رابطة محترفات التنس (الإنجليزية)
- هيلين كيليسي على موقع الاتحاد الدولي لكرة المضرب (الإنجليزية)
- هيلين كيليسي على موقع كأس بيلي جين كينغ (الإنجليزية)
- هيلين كيليسي على موقع بطولة ويمبلدون (الإنجليزية)
- هيلين كيليسي على موقع خلاصة التنس.كوم (الإنجليزية)
- هيلين كيليسي على موقع اللجنة الأولمبية الدولية (الإنجليزية)
- هيلين كيليسي على موقع أوليمبيديا (الإنجليزية)
- هيلين كيليسي على موقع اللجنة الأولمبية الكندية (الإنجليزية)
- هيلين كيليسي على موقع قاعة كولومبيا البريطانية للمشاهير الرياضية (الإنجليزية)